# Bulbophyllum endotrachys
Bulbophyllum endotrachys är en orkidéart som beskrevs av Rudolf Schlechter. Bulbophyllum endotrachys ingår i släktet Bulbophyllum och familjen orkidéer. Inga underarter finns listade i Catalogue of Life.